# Berling media
Berling media AB är en av Sveriges större och äldre förlagskoncerner.[källa behövs] Första boken från ett av Berlingkoncernens förlag – Gleerups förlag – utkom år 1827. I företagsgruppen Berling media AB ingår - förutom moderbolaget - Gleerups, Gothia Fortbildning och Verbum. 
Koncernen ägs av Svenska kyrkan och Equmeniakyrkan.

## Historik
Koncernen har sitt ursprung i bildandet av Svenska kyrkans ekonomi AB (SKEAB) år 1975. Svenska kyrkan köpte då AB Verbum – Kyrkliga centralförlaget i Stockholm och tryckerikoncernen Håkan Ohlsson i Lund. Verbum, tidigare Svenska kyrkans diakonistyrelses bokförlag, hade länge haft i huvudsak kyrklig utgivning. Även Håkan Ohlsson arbetade mot kyrkan, bland annat som utgivare av Biografisk matrikel över Svenska kyrkans prästerskap. I Håkan Ohlsson ingick även tidigare Berlingska boktryckeriet. I Verbum ingick Tryckmans, Libraria, Jakobsdals tyrckeri och Studiebokförlaget.
Den grafiska delen bytte namn till SKEAB Grafiska och flyttades från Lund till Arlöv under senare delen av 1970-talet och såldes sedermera av.
Hösten 1982 slogs Skeab ihop med Missionsförbundets förlag Gummessons under namnet Verbum. Missionsförbundet trädde därmed in som 30-procentig ägare. År 1985 köptes läromedelsförlaget Gothia Förlag.
Hösten 1990 sålde bokförlaget Liber sin avdelning för läromedel inom humaniora och matematik, då belägen i Malmö, till Verbum-gruppen. Denna verksamhet hade delvis sitt ursprung i Gleerups förlag (grundat 1826 i Lund). Verbum valde att återuppta förlagsnamnet Gleerups för den övertagna verksamheten, som senare skulle byta namn till Gleerups Utbildning.
Hösten 2006 bytte Verbumkoncernen namn till Berling Media för att minska sammanblandning med dotterbolaget Verbum. Namnet hade man tagit från Berlingska boktryckeriet som man en gång tagit över.

## Koncernchefer
- 2005-2009 Thomas Grahl[6]
- 2009-2012 Kåre Gustafsson[7]
- 2012-2017 Henriette Zeuchner
- 2017–2022 Åsa Steholt Vernerson